# Anđelija Arbutina
Anđelija Arbutina, coniugata Šarenac (in serbo Анђелија Арбутина-Шаренац?; Belgrado, 29 marzo 1967), è un'ex cestista jugoslava.

## Carriera
Con la Jugoslavia ha disputato i Giochi olimpici di Seul 1988, i Campionati mondiali del 1990 e quattro edizioni dei Campionati europei (1987, 1989, 1991, 1995).